# Stabat mater speciosa

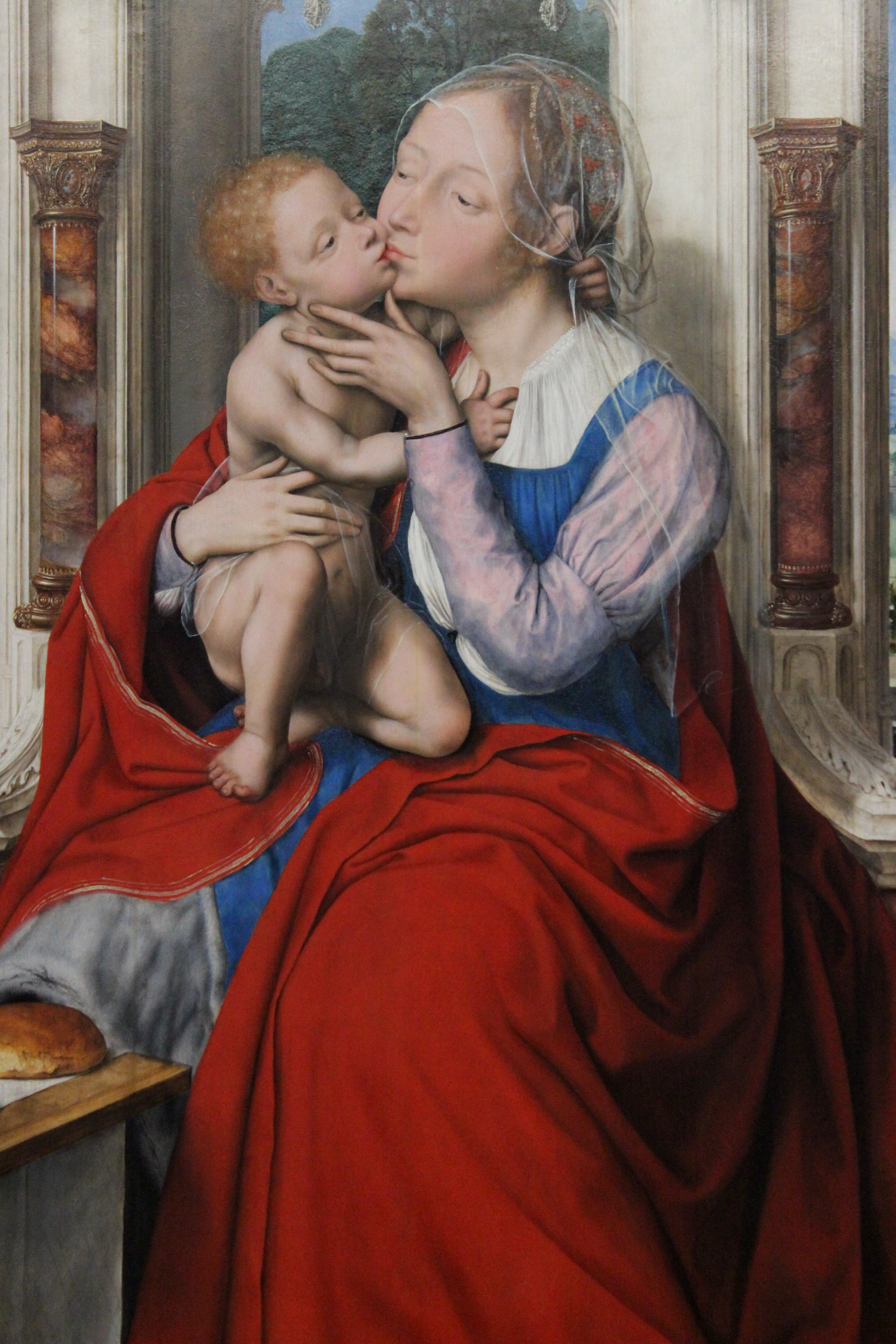
Virgen con Niño por Quentin Matsys, Berlín, Gemäldegalerie

Stabat Mater Speciosa ("Estaba la madre hermosa") es un Himno mariano católico que narra la alegría de la Virgen María por la Natividad de Jesús.

## Historia
La primera vez que aparece es en una edición de 1495 de los poemas italianos de Jacopone da Todi, junto con el otro Stabat mater, pero el Speciosa fue olvidado hasta que fuera nuevamente transcrito en 1852 en el libro Poètes Franciscains en Italie au Treizième siècle de A.F. Ozanam en París. El Speciosa desde entonces ha sido visto como uno de los más tiernos himnos marianos y uno de los siete himnos latinos medievales más importantes.

## Versiones musicales
Ha llegado a ser parte estándar de oratorios (p. ej. Franz Liszt Christus), y el del holandés Alphons Diepenbrock (RC. 35).
Otras versiones son:
- 1894, John Bridge, The Craddle of Christ, para soprano y barítono solista coro y orquesta.,[6][7]
- 1930, Philip James, cántico de Navidad para soprano y barítono solista, coro y orquesta.[8]
- 1965, Colin Brumby, para coro mixto con orquesta de cámara.[9]
- 1977, Olav Anton Thommessen, para coro mixto.[10]
- 2009, Arjan van Baest, para 5 voces SSTAB y arpa.[11]
- 2012, Salvatore Di Vittorio , para coro a cinco y orquesta pequeña.[12]
- 2012, Mary Montgomery Koppel, para coro mixto y órgano, encargo de The Memorial Church at Harvard University.[13]
- 2013, Koldo Pastor, para coro mixto y órgano.[14]
- 2016, Jorge Muñiz, Oratorio para dos coros y solista.[15]

## Texto del himno
| Versión latina 1 Stabat Mater speciosa iuxta faenum gaudiosa, dum iacebat parvulus. 2.Cuius animam gaudentem laetabundam et ferventem pertransivit iubilus. 3.O quam laeta et beata fuit illa immaculata, mater Unigeniti! 4.Quae gaudebat et ridebat, exultabat, cum videbat nati partum inclyti 5.Quisquam est, qui non gauderet, Christi matrem si videret in tanto solatio? 6.Quis non posset collaetari, Christi Matrem contemplari ludentem cum Filio? 7.Pro peccatis suae gentis Christum vidit cum iumentis et algori subditum. 8.Vidit suum dulcem Natum vagientem, adoratum, vili deversorio. 9.Nato, Christo in praesepe caeli cives canunt laete cum immenso gaudio. 10.Stabat, senex cum puella non cum verbo nec loquela stupescentes cordibus. 11.Eia, Mater, fons amoris me sentire vim ardoris fac, ut tecum sentiam. 12.Fac, ut ardeat cor meum in amatum Christum Deum ut sibi complaceam. 13.Sancta Mater, istud agas, prone introducas plagas cordi fixas valide. 14.Tui Nati caelo lapsi, iam dignati faeno nasci, poenas mecum divide. 15.Fac me vere congaudere, Iesulino cohaerere, donec ego vixero. 16.In me sistat ardor tui, puerino fac me frui dum sum in exilio. 17.Virgo virginum praeclara, mihi iam non sis amara, fac me parvum rapere. 18.Fac, ut pulchrum infantem portem, qui nascendo vicit mortem, volens vitam tradere. 19.Fac me tecum satiari, Nato me inebriari, stantem in tripudio. 20.Inflammatus et accensus, obstupescit omnis sensus tali me commercio. 21.Fac, me Nato custodiri, verbo Dei praemuniri conservari gratia. 22.Quando corpus morietur, fac, ut animae donetur tui nati gloria. Amen. | Traducción Española 1.Estaba la Madre hermosa Junto al pesebre gozosa donde yacía el Niño 2.Cuya alma gozosa contenta y ferviente embargaba de júbilo 3.Oh qué alegre y feliz estaba aquella Inmaculada Madre del Unigénito 4.Cómo se alegraba y sonreía se regocijaba al ver el ínclito nacimiento de su Hijo 5.¿Quién no se alegraría al ver a la Madre de Cristo en tanto solaz? 6.¿Quién no se congratularía contemplando a la Madre de Cristo jugando con su Hijo? 7.Por los pecados de su pueblo vio a Cristo junto a un asno y sometido al frío. 8.Vio a su dulce Hijo al que adoraba,: en un humilde establo. 9.Nacido Cristo en un pesebre los espíritus celestes cantaban con inmensa alegría. 10.Estaba el anciano (San José) junto a su joven esposa sin hablar, y sin palabras asombrado su corazón. 11.Oh, Madre, fuente de amor siento un vigoroso ardor haz, que lo sienta contigo. 12.Haz, que mi corazón arda en amor de Cristo Dios para complacerlo. 13.Santa Madre, no seas severa que vuestros sufrimientos se fijen en lo profundo de mi corazón. 14.Descendido tu Hijo del cielo y naciendo en un pesebre comparte tus penas conmigo 15.Haz me con verdadera alegría, al Niño Jesús estar unido mientras los días de mi vida perduran 16.Que tu ardor me posea haz que goce del Niño mientras vivo en el exilio 17.Ilustre Virgen de las vírgenes ya no me eres indeseada, déjame abrazar el Niño 18.Haz que tenga su fortaleza, quien naciendo venció a la muerte, queriendo dar su vida. 19.Haz que me llene de ti, que me embriague con tu Hijo ante este feliz auspicio. 20.Inflamado y ardiente, los sentidos desfallecen ante tal espectáculo 21.Haz que el Niño me guarde que el Cristo, el Verbo, me proteja, y sea conservado por la gracia. 22.Cuando muera mi cuerpo, haz que mi alma sea regalada, con la visión de tu Hijo. |  |